# 펜로즈 과정
펜로즈 과정(영어: Penrose process)은 커 블랙홀에서 에너지를 추출하는 방법으로 로저 펜로즈가 1969년에 제안하였다. 이 방법으로 에너지를 추출하기 위해서는 블랙홀의 회전 에너지가 사건의 지평선 외부의 커 시공간의 작용권에 위치해야 한다.
작용권에 위치한 모든 물체는 회전하는 시공간에 의해 끌리게 된다. 즉, 작용권 안에 들어간 물체는 회전 운동을 하며 회전 운동에너지가 증가한다. 이 과정에서 물체가 두 조각으로 나뉘고, 한 조각은 블랙홀 안으로 들어가지만, 다른 한 조각을 원심력에 의해 블랙홀 밖으로 빠르게 튕겨 나오게 운동량이 나뉠 수 있다. 이렇게 운동량이 나뉠 때 빠져 나가는 조각이 원래 조각보다 더 큰 질량 에너지를 갖도록 만들 수 있으며, 떨어지는 조각은 음의 질량 에너지를 얻게 되어, 튕겨 나오는 물체는 들어갈 때보다 큰 에너지를 가지고 나오며, 이 에너지는 블랙홀 자체에서 생긴다. 즉, 이 과정은 블랙홀의 각운동량을 약간 감소시키며, 이를 물질의 에너지로 바꾸고, 손실된 운동량은 에너지로 추출된다.
충전되지 않은 블랙홀에서 이 과정을 통해 입자 한 개에 대해 획득할 수 있는 최대 에너지는 20.7%이다. 이 과정은 블랙홀 역학을 따른다. 따라서 이 과정을 반복적으로 수행하면 커 블랙홀은 결국 각운동량을 모두 잃어 회전하지 않는 블랙홀, 즉 슈바르츠실트 블랙홀이 될 수 있다. 이 경우 충전되지 않은 블랙홀에서 추출할 수 있는 이론적 최대 에너지는 원래 질량의 29%이다. 하전된 회전 블랙홀의 경우 효율을 더 높일 수 있다.

## 실험
펜로즈 과정이 제안된 지 2년 뒤인 1971년, 이론 물리학자 야코프 젤도비치는 빠른 속도로 회전하는 원통을 이용하여 가상의 작용권을 만들어 여기에 특정한 각도로 빛을 쏘아 에너지를 추출할 수 있는지 간접적으로 확인하여 펜로즈 과정을 실증하려고 했으나 커 블랙홀과 유사한 환경을 구현하려면 초당 10억 회에 달하는 회전 속도가 필요했기 때문에 젤도비치의 실험은 진행되지 못했다.
이 매커니즘은 2020년에 다니엘 파치오 영국 글래스고대 물리 및 천문학부 교수팀이 회전하는 흡음기로 커 블랙홀과 유사한 환경을 만들고 음파를 이용해 펜로즈 과정을 실증하였다.

## 자기력선에 의한 에너지 추출
미국 컬럼비아 대학교와 칠레 아돌포이바녜스대 공동연구팀은 자기장이 끊어지고 이어지는 과정에서 플라스마 입자가 두 조각으로 나뉘어 각각 블랙홀 내부와 외부로 가속될 수 있다고 발표하였다. 작용권에서 자기력선이 끊어지고 이어지는 것을 반복하고 있는데, 자기력선이 다시 이어질 때, 내부로 들어가는 플라스마 입자에 음의 에너지를 부여하여 외부로 튕겨나오는 입자는 거의 빛의 속력에 달하는 속도로 튕겨 나온다. 연구팀의 계산 결과 이 방법을 이용하면 150%의 효율로 에너지를 얻을 수 있다고 하였다.

## 같이 보기
- 하이 라이프 (2018년 영화)